# Saint-Josse-ten-Noode
Pour les articles homonymes, voir Saint-Josse.
Saint-Josse-ten-Noode (prononcé /sɛ̃ ʒɔs tɛn nod/ ; en néerlandais : Sint-Joost-ten-Node), couramment appelée Saint-Josse, est l'une des dix-neuf communes bilingues de la Région de Bruxelles-Capitale.
Elle fait partie de la zone de police 5344 (Polbruno) avec Evere et Schaerbeek.

## Communes limitrophes
|                    | Schaerbeek            |  |
| Ville de Bruxelles | Saint-Josse-ten-Noode |  |
|                    | Ville de Bruxelles    |  |

## Histoire

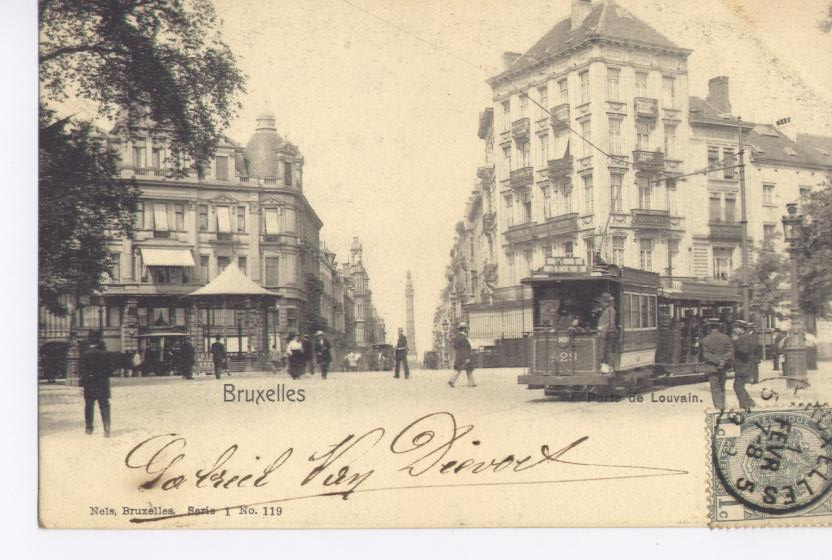
La porte de Louvain à Saint-Josse-ten-Noode, vers 1900.

Le village de Ten-Noode apparaît au XIIIe siècle, comme Ixelles, entre les paroisses d'Uccle, d'Etterbeek et Sainte-Gudule à Bruxelles. À cette époque, à l'exception de la vallée du Maelbeek et du Schaerbeek, on n'y rencontrait que des champs à peine cultivés à cause de la mauvaise qualité du sol trop sablonneux. De là le nom Nude, Noede, Oede, qui signifie « besoin » (« nood » en néerlandais moderne), et par extension, « misère ». La première trace de l'existence de cette localité apparaît dans une convention faite entre le chapitre de Saint-Gudule et le Coudenberg, à Bruxelles, en 1254. Cent ans plus tard, un faubourg s’y était formé, principalement le long du chemin conduisant de Bruxelles à Louvain. Là, près du Maelbeek, s'élève alors la chapelle de Saint-Josse, qui prit de plus en plus d'importance, mais qui ne devint une paroisse qu’en 1803, après le Concordat.

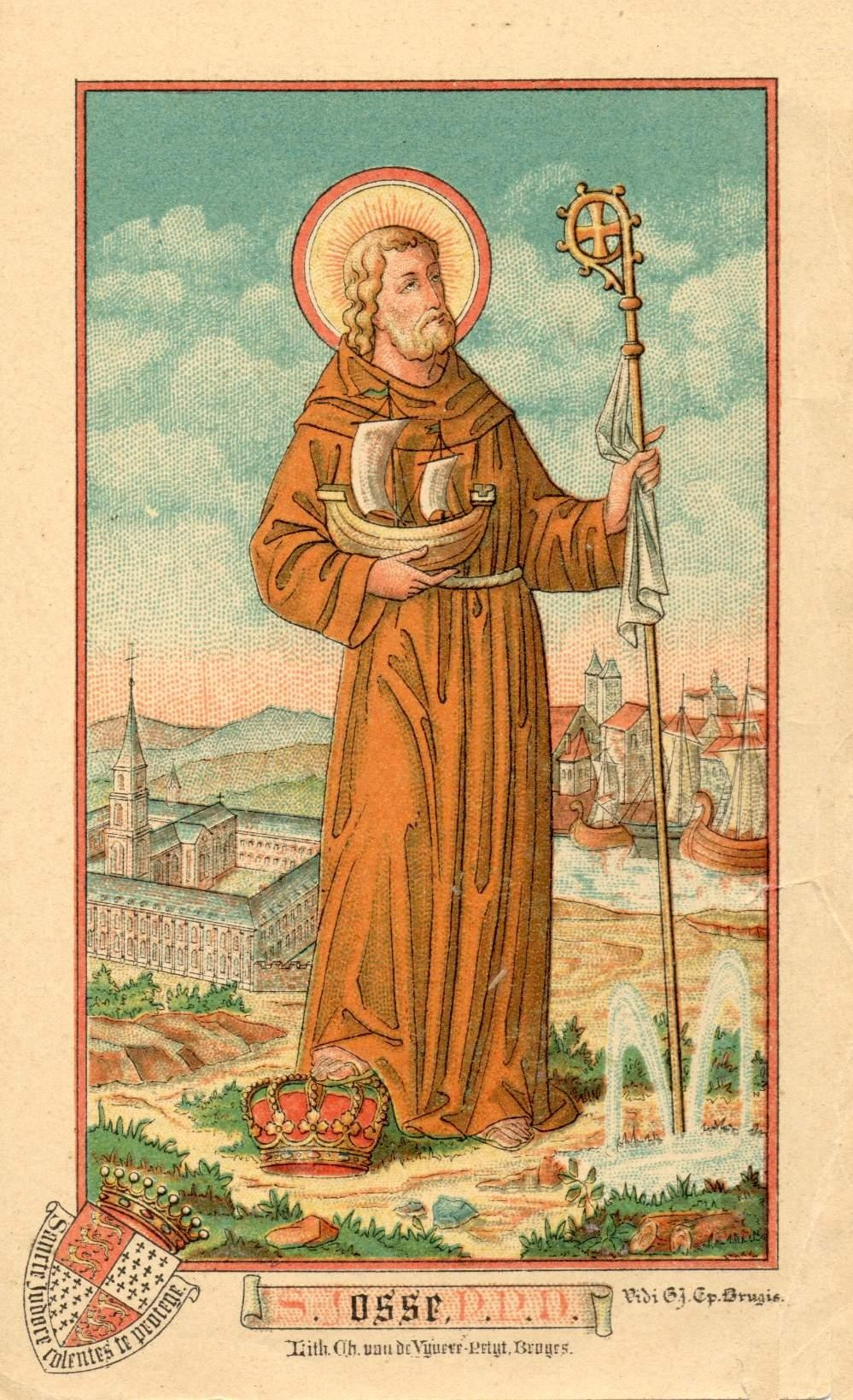
Saint Josse.

La vallée du Maelbeek devient, avec ses hauteurs couronnées par le bois de Linthout, avec ses grands étangs et ses chemins pittoresques transformés en rues, le lieu de la vie champêtre à quelques pas de la capitale, du palais du souverain. Au XVe siècle, les ducs de Bourgogne y ont un hôtel ; au XVIe siècle, les Nassau, le cardinal de Granvelle, le poète Houwaert, la famille Marnix et les Croÿ y habitent des villas, qu’ils se plaisent à embellir, mais celles-ci furent négligées lorsque les Pays-Bas furent privés de la présence de la cour.
Aux XVIe et XVIIe siècles, les habitants de Saint-Josse subissent les invasions diverses.
- 1572, maisons et champs sont ravagés par les reîtres du prince d'Orange.
- 1578, les Bruxellois brûlent leurs maisons de faubourg par panique, pour empêcher Don Juan de trouver les approvisionnements pendant le siège qu'ils redoutent.
- 1579, les Espagnols font des raids et emmènent des prisonniers.
- 1580, les calvinistes détruisent la chapelle.
- 1583, les troupes du duc d'Anjou vivent aux dépens des habitants.
- 1600, les habitants commencent la reconstruction de la chapelle.
- 1609 verra la reconstruction du château des ducs de Bourgogne.
- 1635, intrusions des troupes françaises qui veulent envahir les Pays-Bas. L'arrivée d'Ottavio Piccolomini les pousse à la retraite.
- 1675, Louis XIV attaque Bruxelles, Zaventem est pillé et les troupes saccagent les faubourgs. Mais trois jours plus tard, ils quittent la région pour la bataille de Maastricht.
- 1690, les Français se replient de la bataille de Fleurus sur Schaerbeek et Saint-Josse et accablent la population.
- 1706, le duc de Marlborough campe avec ses troupes dans la région. Bruxelles offre sa soumission.
- 1746, les Français, sous les ordres du maréchal de Saxe, occupent la banlieue de Bruxelles et finissent par s'emparer de la ville.

La commune de Saint-Josse-ten-Noode est créée en 1795 après la dissolution de la Cuve de Bruxelles dont elle faisait partie, et elle reçoit sa première organisation communale en 1796 avec comme agent municipal André-Étienne-Joseph O'Kelly qui prend le titre de maire à partir de 1800.
Jusqu’à la fin du XIXe siècle, Saint-Josse s'étendait jusqu'aux confins d’Ixelles et d’Etterbeek, et incluait notamment la majeure partie de l'actuel quartier européen de Bruxelles, le rond-point Robert Schuman, le parc du Cinquantenaire et la place du Luxembourg (en). La commune fut forcée de vendre ces terrains à la Ville de Bruxelles pour pouvoir rembourser des dettes contractées à la suite d'une gestion peu judicieuse des finances communales. Ce qui formera une grande partie de l'extension est de la ville de Bruxelles.

## Toponymie
On retrouve dans les livres d'histoire plusieurs noms différents pour la commune : Nude (1251), Oede (1311), Noede (1324), Ten-Noede (1335-1389), La Noede (1437).
La construction d'une chapelle au XIVe siècle, sous le vocable de Sainte Marie et de Saint-Josse (moine breton), tend par la suite à associer les deux noms de « Saint-Josse » et « Ten-Noode » pour désigner le village, situé immédiatement hors des murs d'enceinte.
Saint-Joest-ten-Hoede (1459), Saint Josse de Nouye (1465) Sint-Joost-ten-Noede (1527), Sint-Judocus ten Hoye (1532) ou Sint-Josse-ten-Hoy. 

## Héraldique
|  | La commune possède des armoiries qui lui ont été octroyées le 3 mars 1914. La moitié supérieure montre avec précision le vieux château de Saint-Josse-ten-Noode construit et occupé par les ducs de Bourgogne du XIVe au XVIe siècle. La moitié inférieure gauche montre un sac de mendiant. C'est un élément probant, Saint-Josse-ten-Noode pouvant être traduit « le lieu des personnes dans le besoin ». La moitié inférieure droite montre une branche de vigne, symbole des vignobles qu'on pouvait trouver dans la région. La devise est la même que celle de la Belgique. Il semble y avoir une différence entre le blasonnement et le dessin des armoiries. Le château est dessiné en perspective ce qui n'est pas mentionné dans le blasonnement. Blasonnement : Coupé d'azur à un château d'argent, et d'un parti de gueules à une besace d'or, et du troisième à une grappe de raisins tigée et feuillée d'or. - Délibération communale : 25 juin 1913 - Arrêté de l'exécutif de la communauté : 3 mars 1914 - Moniteur belge : 24 mars 1914 Source du blasonnement : Heraldy of the World[réf. non conforme]. |

## Démographie
La commune comptait officiellement 26 895 habitants au 1er janvier 2024. Avec une superficie de 1,16 km2, c'est la plus petite des dix-neuf communes de la région, voire de Belgique, mais aussi la plus densément peuplée étant la seule à dépasser le seuil de 20 000 habitants/km2 en atteignant le chiffre de 23 185 habitants/km2.

### Évolution de la population
| Habitants                       | 2.879  | 14.850 | 17.149 | 21.915 | 26.492 | 28.052 | 29.709 | 32.140 | 31.865 | 31.843 | 30.917 | 28.155 | 24.463 | 23.633 | 21.749 | 21.511 |
| Index                           | 100    | 516    | 596    | 761    | 920    | 974    | 1.032  | 1.116  | 1.107  | 1.106  | 1.074  | 978    | 850    | 821    | 755    | 747    |
| Année                           | 2000   | 2010   | 2015   | 2018   | 2019   | 2020   | 2021   | 2022   | 2023   | 2024   |        |        |        |        |        |        |
| Habitants                       | 22.097 | 26.338 | 27.332 | 27.032 | 27.457 | 27.497 | 27.124 | 26.965 | 27.068 | 26.895 |        |        |        |        |        |        |
| Index                           | 768    | 915    | 949    | 939    | 954    | 955    | 942    | 936    | 940    | 934    |        |        |        |        |        |        |
| chiffres INS - 1830 = Index 100 |        |        |        |        |        |        |        |        |        |        |        |        |        |        |        |        |

Graphe de l'évolution de la population de la commune.
- Source : DGS - Remarque : 1806 jusqu'à 1981 = recensement ; depuis 1990 = nombre d'habitants chaque 1er janvier[5]

### Population étrangère
| Nationalité                                           | Population |
| Roumanie                                              | 1 910      |
| Bulgarie                                              | 1 369      |
| France                                                | 959        |
| Espagne                                               | 834        |
| Maroc                                                 | 786        |
| Turquie                                               | 736        |
| Italie                                                | 703        |
| Syrie                                                 | 544        |
| Ukraine                                               | 494        |
| Pologne                                               | 367        |
| Source : IBSA Brussels, chiffres au 1er janvier 2025. |            |

À une époque[Laquelle ?], elle a été la seule commune de Belgique dont la population était majoritairement étrangère[citation nécessaire], principalement d'origine turque et marocaine[citation nécessaire]. Actuellement[Quand ?], l'électorat d'origine étrangère est devenu majoritaire par le biais des acquisitions de nationalité et la majorité des conseillers communaux, ainsi que la moitié du collège échevinal, est originaire du Maroc, de Turquie et du Congo (RDC)[citation nécessaire].

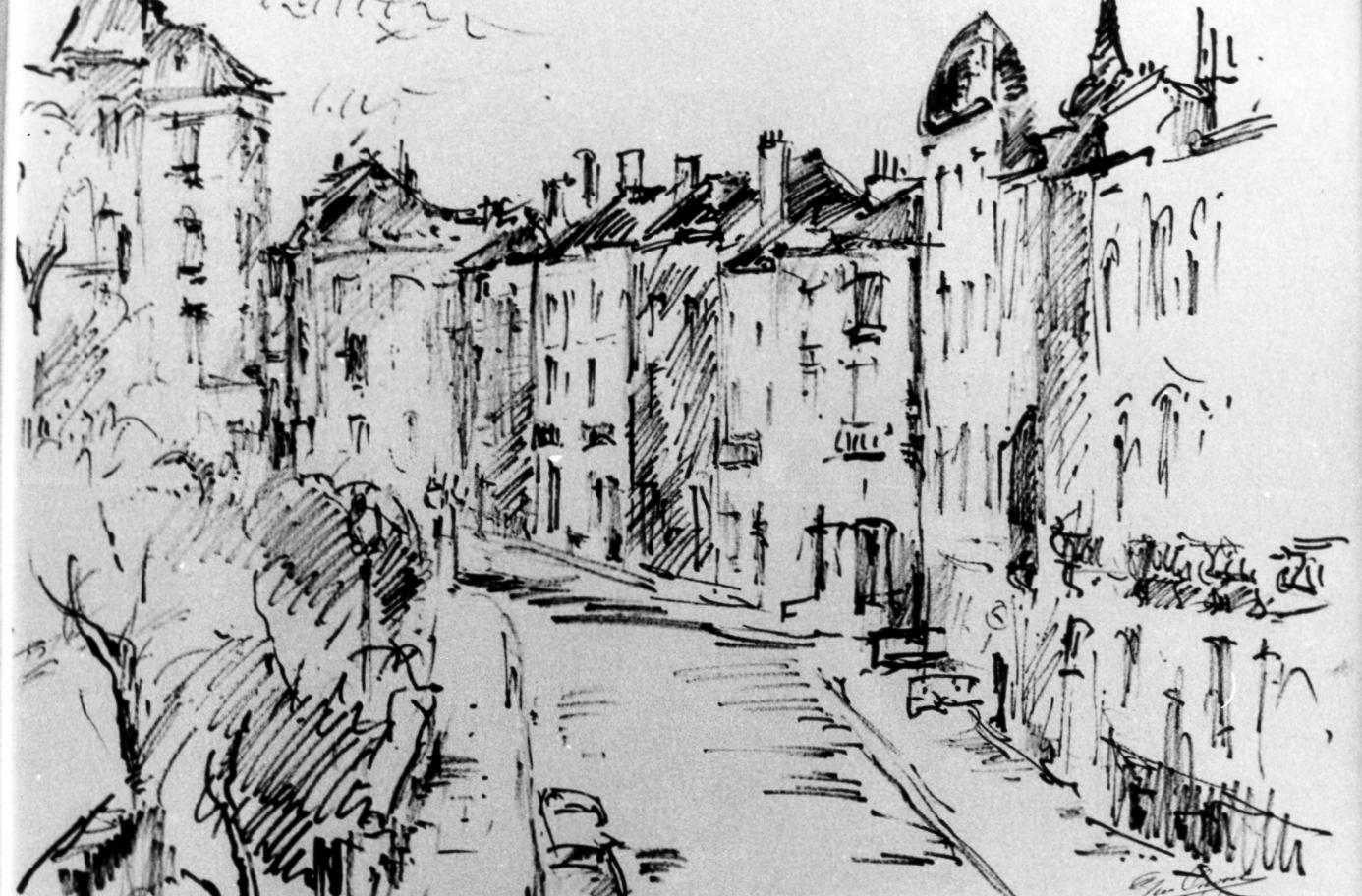
Square Armand Steurs à Saint-Josse-ten-Noode, encre par l'architecte Léon Van Dievoet, 1968.

Jean Demannez, ancien bourgmestre : « La population de Saint-Josse est belge à 64 %. Mais cela ne veut pas dire grand-chose. La carte d’identité belge n’implique pas pour autant que les gens n’aient pas conservé le mode de vie et les traditions propres à leur pays d’origine. À Saint-Josse, il n’y a plus que 20 % de la population dont le grand-père était belge. Pour huit concitoyens sur dix, l’aïeul était un immigré : français, italien, turc ou marocain, espagnol, etc. C’est donc un brassage culturel extrêmement important, avec, qui plus est, une population jeune »[réf. non conforme].
En 2010, 49 % de la population était musulmane.

### Commune la plus pauvre de Belgique
Saint-Josse a souvent porté l'étiquette de commune la plus pauvre de Belgique.
Selon les statistiques pour l'année 2021 du SPF Économie, Saint-Josse est la commune la plus pauvre de Belgique avec un revenu moyen par habitant de 11 082 €. La moyenne nationale étant de 20 357 €.
Zoé Genot, chef de file Ecolo à Saint-Josse, tente d'expliquer : « C’est une commune d’accueil. C’est la commune où les gens arrivent et à l’heure actuelle, comme elle présente toute une série de difficultés, elle est mal gérée, elle est sale, elle concentre la pauvreté, les gens ont tendance à partir dès qu’ils s’embourgeoisent, dès qu’ils ont trouvé du travail ».

## Bâtiments, monuments et sites remarquables
- Maison communale.

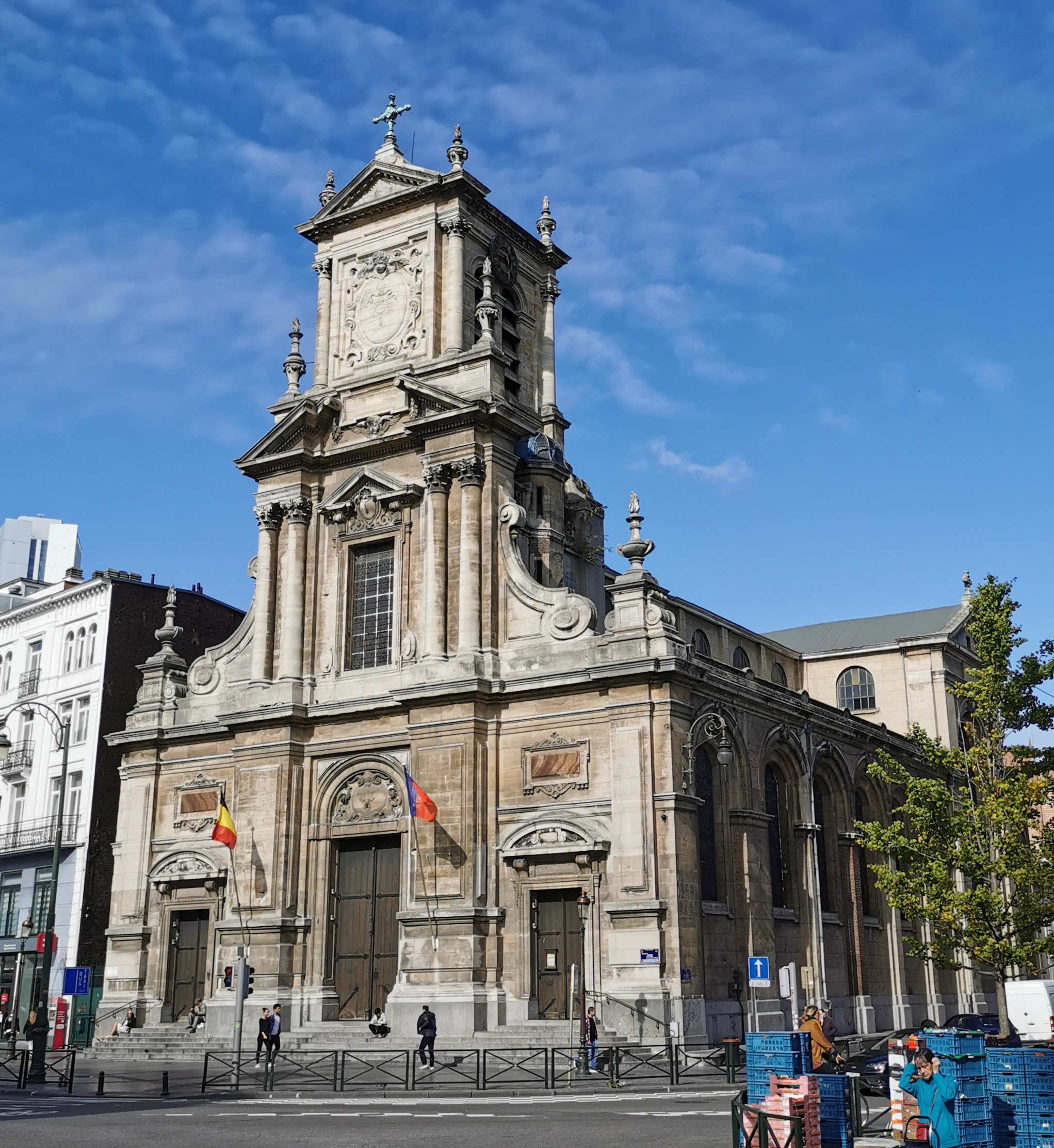
Église Saint-Josse.

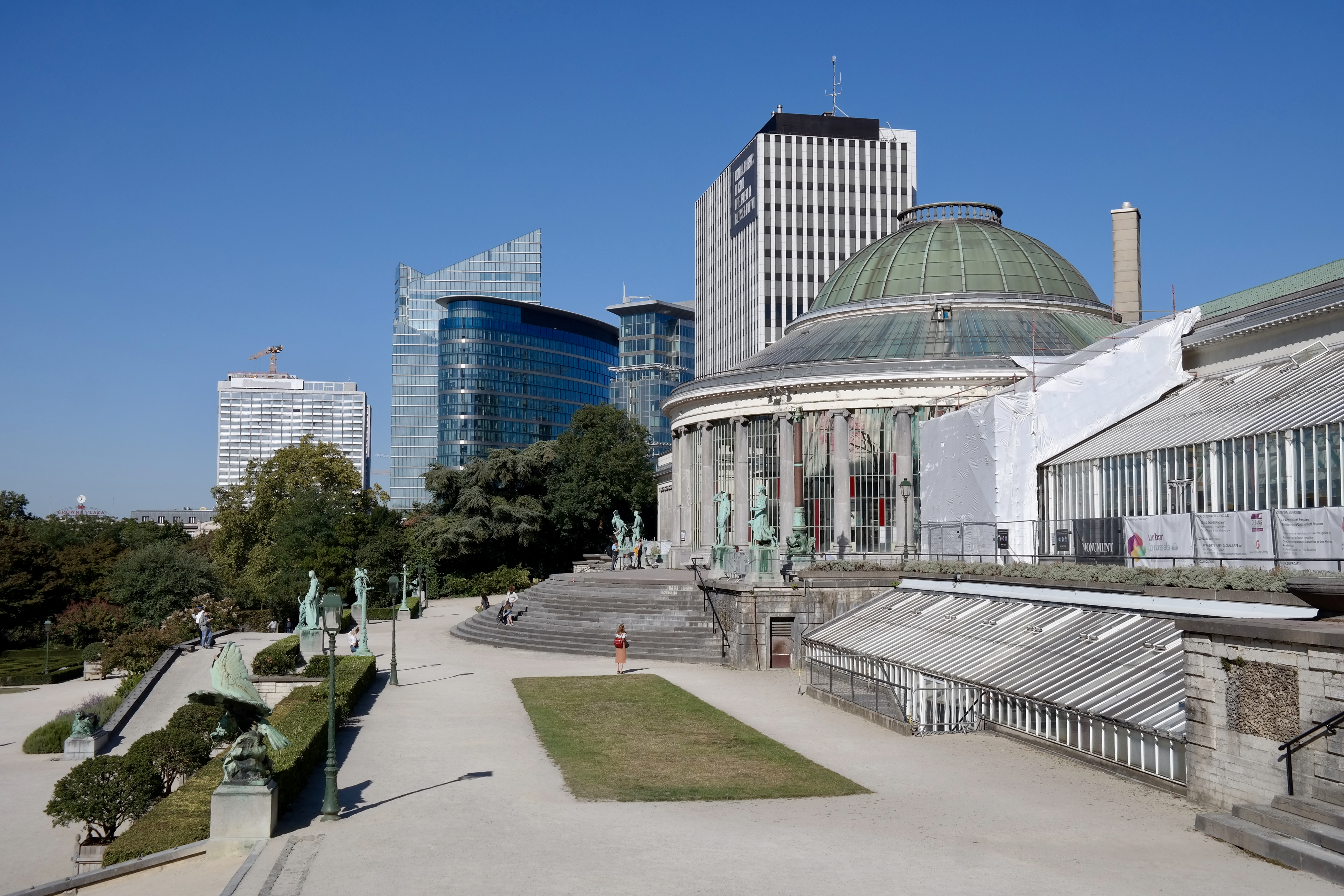
Jardin botanique de Bruxelles.

- Église Saint-Josse, de style néo-baroque.
- Maison Govaerts
- Jardin botanique de Bruxelles, ensemble de bâtiments, de jardins et de sculptures
- Square Armand Steurs, ensemble architectural de style Art déco et topiaire par Eugène Dhuicque et Jules Janlet.
- Ancien observatoire royal de Bruxelles où officia Jean-Charles Houzeau de Lehaie et qui fut une des redoutes révolutionnaires lors de la révolution de 1830.
- Tour Madou, un des plus anciens gratte-ciels bruxellois, construit en 1963 par l'architecte R. Goffaux
- Tour Astro, un des plus anciens gratte-ciels bruxellois.
- Les Tours Belgacom reliées par un pont (et situées en partie sur Schaerbeek)
- Gare de la chaussée de Louvain, de style néo-Renaissance flamande, gare intérieure de Bruxelles, simple halte sur une ligne intérieure de ceinture, fermée depuis 1924, vouée à être intégrée à une extension du métro régional[12]
- Hôtel Boël
- Tour Rogier
- Résidence Pacific
- Covent Garden
- Quartier Nord
- Maison Mayeres, immeuble de style Art nouveau géométrique
- Voir la liste des monuments classés de Saint-Josse-ten-Noode

Ainsi que d'autres bâtiments repris sur le site irisnet[PDF].

## Vie culturelle
- Bib Josse, bibliothèque francophone, rue de la Limite, 2[13]
- Bib Joske, bibliothèque néerlandophone, rue de le Limite 2[14]
- Centre arabe d'art et de culture[15]
- Musée Charlier
- Ateliers Mommen, cité d’artistes, rue de la Charité, 37[16]
- Compagnie Thor - Thierry Smits, compagnie de danse contemporaine[17]
- Cercle d'art de Saint-Josse-ten-Noode, de 1930 jusqu'à la fin du XXe siècle. Organisait une exposition annuelle au musée Charlier.
- Jazz Station, centre vivant du jazz[18]
- Théâtre de la Vie
- Le Botanique

## Enseignement

### Enseignement primaire et secondaire
- Gemeenteschool Sint Joost aan Zee, Grensstraat, nederlandstalige basisschool
- Pensionnat de Saint-Josse-ten-Noode, actif vers les années 1810 (disparu)
- Lycée communal Guy Cudell, école en discrimination positive prioritaire
- École fondamentale communale Henri Frick
- École communale Arc-en-Ciel.
- École communale Les Tournesols
- Ecole communale Joseph Delclef
- La Nouvelle École
- Institut La Sagesse
- Institut Saint-Louis, section de Saint-Josse, surnommé Petit Saint-Louis afin de le différencier de l'Institut Saint-Louis situé à Bruxelles rue du Marais dont il est une section depuis son annexion en 1927
- Institut des Dames-de-Marie

### Enseignement supérieur et pour adultes
- EPFC (Enseignement de promotion et de formation continue ) de l'ULB et de BECI

### Enseignement artistique
- Académie des beaux-arts de Saint-Josse-ten-Noode
- Académie intercommunale, danse, musique, théâtre

## Établissements emblématiques de la commune

### Disparus
Commerces et industrie
- Quincaillerie Van Bemden, chaussée de Louvain, à côté de l'église Saint-Josse
- Coopérative L'Union économique, chaussée de Louvain
- Commerce de nouveautés « Chez Roule ta Bosse », chaussée de Louvain
- « Chez Waver », appareils ménagers, chaussée de Louvain
- La maison Hayoit, spécialisée en linge de maison, fournisseur de la Cour, chaussée de Louvain, 56
- Papeterie-imprimerie Ballieu, chaussée de Louvain 13
- Poissonnerie Doms
- Curiosity House de Michel Deligne, librairie dédiée à la BD, qui deviendra "Le Deuxième Souffle"[19]

Cinémas
- Le Century
- Le Marignan
- Le Mirano

Cafés et brasseries
- Le Paon royal, Place Madou
- Le Renard, Chaussée de Louvain

### Subsistants
Cliniques
- l'Institut chirurgical du docteur Jean Verhoogen, rue Marie Thérèse, 98-100-102, par l'architecte Jean-Baptiste Dewin.

Commerces divers
- La Petite Vache, fromagerie, chaussée de Louvain
- La « friterie de la place Saint-Josse », longtemps tenue par Martin (Apers), un des trois meilleurs « fritkots » bruxellois. Depuis 2011, « Chez Palma »[20]

Salles de spectacle
- Le Claridge

## Personnalités liées à la commune

### Artistes peintres et sculpteurs
- Marguerite Acarin dite Akarova, (1904-1999), danseuse et artiste peintre, née à Saint-Josse-ten-Noode ;
- François-Antoine Bossuet (1798-1889), peintre d'architecture, mort à Saint-Josse-ten-Noode ;
- Joseph-Pierre Braemt (1796-1864), graveur belge de médailles et monnaies, vit et travaille à Saint-Josse-ten-Noode ;
- Ignace Brice (1795-1866), artiste-peintre, domicilié rue de l'Équateur[21], no 2 ;
- Guillaume Charlier (1854-1925) sculpteur, mort à Saint-Josse-ten-Noode ;
- Franz Courtens (1854-1943) , peintre, mort à Saint-Josse-ten-Noode ;
- Marthe Massin (1861-1931), Peintre, vit rue Potagère avec son mari Emile Verhaeren
- Alfred Delaunois (1875-1941), peintre, né à Saint-Josse-ten-Noode ;
- Hermann Courtens (1884-1956), peintre, né à Saint-Josse-ten-Noode ;
- Jacques Courtens (1926-1988), peintre, né à Saint-Josse-ten-Noode ;
- Amédée Lynen (1852-1938), peintre, graveur et lithographe, né à Saint-Josse-ten-Noode ;
- Jean-Baptiste Madou (1796-1877) peintre et illustrateur, habitait un hôtel de maître (aujourd'hui démoli) sur l'actuelle place Madou.
- Jean Milo (1906-1993), peintre et écrivain, né à Saint-Josse ;
- Gustave Max Stevens (1871-1946) peintre et lithographe, est né à Saint-Josse ;
- Fritz Toussaint (1846-1920) artiste peintre, collectionneur et mécène, mort à  Saint-Josse-ten-Noode ;
- Charles Van der Stappen (1843-1910) sculpteur, né à Saint-Josse-ten-Noode ;
- Vincent van Gogh (1853-1890), peintre hollandais, a séjourné et a étudié la peinture à Saint-Josse ;
- Louis Van Lint (1909-1986), peintre, est né et a étudié à l'Académie à Saint-Josse-ten-Noode ;
- Georges Van Zevenberghen (1877-1968), peintre, mort à Saint-Josse-ten-Noode ;
- Firmin Verhevick (1874-1962), peintre, habitait à Saint-Josse-ten-Noode rue de la Ferme 121.
- Alfred Verwée (1838-1895), peintre, né à Saint-Josse-ten-Noode ;
- Henri Quittelier (1884-1980), peintre, dessinateur et graveur né à Saint-Josse-ten-Noode.

### Architectes
- Antoine Courtens (1899-1969), architecte, né à Saint-Josse-ten-Noode [22] ;
- Jean-Baptiste de Dobbeleer (1784-1868), architecte, mort à Saint-Josse-ten-Noode ;
- Eugène Dhuicque (1877-1955), créateur du square Armand Steurs, habitait rue Potagère ;
- Ernest Hendrickx (1844-1892), architecte, est né à Saint-Josse-ten-Noode
- Henri Hendrickx (1817-1894), artiste peintre, graveur et illustrateur, a fondé l'École des arts du dessin de Saint-Josse-ten-Noode ;
- Henri Jacobs (1864-1935) architecte de la période Art nouveau, né à Saint-Josse-ten-Noode ;
- Bruno Renard (1781-1861), architecte, mort à Saint-Josse-ten-Noode ;
- Auguste Schoy (1838-1885), architecte, mort à Saint-Josse-ten-Noode ;
- Oscar Simon architecte, auteur de nombreuses constructions à Saint-Josse-ten-Noode ;
- Jean-Frédéric Van der Rit (1823-1882), architecte et archéologue, auteur des premiers travaux de l'église de Saint-Josse-ten-Noode.

### Métiers du spectacle
- Émile-Georges De Meyst (1902-1989), réalisateur, né à Saint-Josse ;
- Fernand Faniard (1894-1955), chanteur de l'Opéra de Paris, né à Saint-Josse ;
- Ève Francis (1886-1980), actrice, née à Saint-Josse-ten-Noode ;
- Simone Max (1903-1983), actrice et humoriste, née à Saint-Josse-ten-Noode
- Ismaël Saidi (1976-) réalisateur né à Saint-Josse-ten-Noode ;
- Jaco Van Dormael (1957-), réalisateur, réside à Saint-Josse ;
- Mourade Zeguendi (1980-), acteur né à  Saint-Josse-ten-Noode.

### Hommes et femmes d'État et militaires
- Philippe le Bon (1396-1467) a fait ériger en 1465 le château des ducs de Brabant et planter des vignes, d'où la grappe de raisins sur les armoiries de la commune ;
- Lucien Jottrand (1804-1877), avocat à Saint-Josse-ten-Noode et conseiller communal ;
- Metternich (1773-1859), séjourne à Saint-Josse en 1849, dans l'actuelle maison communale ;
- Charles Rogier (1800-1885), vit au 12 rue Galilée à Saint-Josse-ten-Noode à partir de 1831 ;
- Philémont de Bagenrieux de Lanquesaint (1802-1870), homme politique belge, est mort à Saint-Josse ;
- Gaston Duffour (1875-1953), général de l'armée française, né à Saint-Josse ;
- Alice Itterbeek (1902-1990), résistante déportée est née à Saint-Josse
- René Bourgeois (1910 - 1995), préfet des études de l'Athénée royal de Koekelberg, militant wallon, ancien sénateur de Bruxelles et ancien secrétaire du Sénat, vivait à Saint-Josse[23].

### Scientifiques
- Adolphe Quetelet (1796-1874), astronome, est à l'origine de l'Observatoire de Bruxelles, situé à Saint-Josse ;
- Albin Lambotte (1866-1955), chirurgien, père de l'ostéosynthèse est né à Saint-Josse ;
- Émile Fourcault (1862-1919), ingénieur, est né à Saint-Josse.

### Philosophes et écrivains
- Johan Baptista Houwaert (1533-1599), poète, est inhumé dans l'église de Saint-Josse ;
- Jacques-Joseph Deglimes (1778-1828), poète néolatin, maire de Saint-Josse-ten-Noode de 1808 à 1813 ;
- Karl Marx (1818-1883) et Friedrich Engels (1820-1895), philosophes allemands et théoriciens du socialisme, ont séjourné rue de l'Alliance, respectivement aux numéros 5 et 7, de 1845 à 1846[24] ;
- Eugène Van Bemmel (1824-1880), écrivain, conseiller communal de Saint-Josse-ten-Noode dont il publie une Histoire ;
- Marguerite Coppin (1867-1931), écrivaine, poétesse et traductice est née et a vécu à Saint-Josse-ten-Noode ;
- Caroline Gravière (-1878), écrivaine, a vécu et est décédée à Saint-Josse-ten-Noode ;
- Émile Verhaeren (1855-1916), poète, habita no 117 rue Potagère avec son épouse Marthe Massin;
- Gustave Cohen (1879-1958), historien, né à Saint-Josse-ten-Noode ;
- Laurence Alma-Tadema (1865-1940), écrivaine, née à Saint-Josse-ten-Noode ;
- Yvonne du Jacquier (1904-1994), écrivaine, conservatrice du Musée Charlier à Saint-Josse ;
- Henri Calet (1904-1956), écrivain, a étudié rue Traversière et rue des Coteaux.

### Musiciens
- Charles-Auguste de Bériot (1802-1870), compositeur et violoniste, a vécu à Saint-Josse.avec son épouse Maria Malibran cantatrice ;
- Maurice Kufferath (1852-1919), critique musical, librettiste, violoncelliste et chef d'orchestre belge, né à Saint-Josse ;
- Albert Dupuis (1877-1967), compositeur, résida no 136 rue Potagère de 1953 à sa mort ;
- Bénabar (1969-), auteur-compositeur, a habité quelques années rue des Moissons, citoyen d'honneur de la commune[25]

### Faits divers
- Muriel Degauque (1967-2005), terroriste, habite à Saint-Josse-ten-Noode dans les dernières années de sa vie.

### Sportifs
- Élodie Ouédraogo (1981-) athlète spécialiste du 400 mètres haies, est née à Saint-Josse ;
- Nordin Jbari (1975-), footballeur, est né à Saint-Josse ;
- Nabil Dirar (1986-), footballeur international marocain, a grandi à Saint-Josse.
- Soufiane El Marnissi (1990-), Freestyler Football, joueur de Panna Belgo-Marocain.Multiple champion du monde , d'Europe et de Belgique dans ces 2 disciplines.

## Vie sportive
Les couleurs de la commune sont défendues par de nombreux clubs sportifs dont le BUC Saint-Josse Rugby Club qui fut champion de Belgique de Rugby à XV en 1973 et qui évolue actuellement dans le championnat de deuxième division nationale. Citons également les clubs FC Saint-Josse (football), ETC Saint-Josse (tennis) et Forever Saint-Josse (pétanque). Avec le BUC Saint-Josse Rugby Club, ils partagent la particularité d’être rattachés à la commune de Saint-Josse-ten-Noode mais d'avoir leurs installations sur le territoire de la commune voisine d'Evere.

## Vie politique
De 1953 à 1999, le bourgmestre de Saint-Josse est le socialiste Guy Cudell, à la tête de coalitions diverses, la dernière (1994) avec le PSC (Hubert Dradin) et le SP (Jules Spooren, unique élu sur la liste de cartel flamand PLU).
C'est son premier échevin, également PS, Jean Demannez, qui lui succède après son décès en mai 1999. Il est reconduit à la tête d'une liste de coalition communale, la Liste du bourgmestre (PS, SP, PRL) en octobre 2000. Saint-Josse est l'une des rares communes bruxelloises (avec Koekelberg) où le FDF et le PRL ne se sont pas présentés sur une liste commune en 2000, le FDF étant resté dans l'opposition avec 2 sièges sur 27.
Fin décembre 2005, quatre mandataires communaux dont l'échevine de la Propreté publique Nezahat Namli, élus sur la Liste du bourgmestre au titre du quota MR-PRL, décident de siéger désormais en tant qu'indépendants en raison de désaccords qui les opposent au chef de file local du MR, l'échevin Geoffroy Clerckx.
Après les élections communales d'octobre 2006, une majorité se met en place entre la Liste du bourgmestre (PS et indépendants ex-MR) et le CdH, relégant dans l'opposition le MR et y maintenant Ecolo. Le nouveau collège se compose dès lors de Jean Demannez (PS), Emir Kir (PS, « échevin empêché » car secrétaire d'État régional, remplacé par Havva Ardiçlik pendant la durée de son mandat exécutif régional), Mohamed Jabour (PS), Ahmed Medhoune (PS), Éric Jassin (CdH), Nezahat Namli (LB-indépendante, puis PS), Mohamed Azzouzi (PS, par ailleurs député régional), auxquels il faut ajouter la présidente du CPAS, Anne-Sylvie Mouzon (PS, par ailleurs députée régionale).
Lors des élections communales du 14 octobre 2012, Emir Kir obtient le plus grand nombre de voix de préférence, supérieur à celui de la tête de liste Jean Demannez. Emir Kir revendique le maïorat qu'il obtiendra à la suite de négociations houleuses, devenant ainsi le premier maïeur d'origine turque dans la partie francophone du pays.

### Élections communales de 2025
|       |                         |        |       |         |         |     |
| Parti | Parti                   | Voix   | %     | +/-     | Sièges  | +/- |
|       | Liste du Bourgmestre    | 4 940  | 52,73 | 4,83 %  | 18 / 29 | 1   |
|       | PS-Vooruit              | 1 736  | 18,53 | 18,53 % | 6 / 29  | 6   |
|       | Ecolo-Groen             | 1 292  | 13,79 | 11,43 % | 4 / 29  | 5   |
|       | Les Engagés-CD&V-MR-VLD | 736    | 7,27  | 0,20 %  | 1 / 29  | 1   |
|       | Team Fouad Ahidar       | 233    | 2,49  | 2,49 %  | 0 / 29  | 0   |
| Total | Total                   | 10 411 | 100   |         | 29      | 0   |

### Résultats des élections communales depuis 1976
| Partis                    | Partis         | Partis                              | 1976   | 1976   | 1982  | 1982  | 1988  | 1988  | 1994  | 1994  | 2000  | 2000  | 2006  | 2006  | 2012   | 2012   | 2018   | 2018   | 2024 ANNULÉES | 2024 ANNULÉES | 2025  | 2025  |
| Votes / Sièges            | Votes / Sièges | Votes / Sièges                      | %      | 27     | %     | 27    | %     | 27    | %     | 27    | %     | 27    | %     | 27    | %      | 29     | %      | 29     | %             | 29            | %     | 29    |
| ------------------------- | -------------- | ----------------------------------- | ------ | ------ | ----- | ----- | ----- | ----- | ----- | ----- | ----- | ----- | ----- | ----- | ------ | ------ | ------ | ------ | ------------- | ------------- | ----- | ----- |
| Extrême gauche            |                | PTB-PvdA                            | 0,84   | 0      |       |       |       |       | 0,55  | 0     | 0,94  | 0     |       |       |        |        |        |        |               |               |       |       |
| Ecologistes               |                | Ecolo-Groen                         |        |        |       |       | 6,8   | 1     | 8,36  | 2     | 16,1  | 4     | 12,38 | 3     | 17,98  | 5      | 25,22  | 9      | 15,53         | 4             | 14,55 | 4     |
| Socialistes               |                | Liste du Bourgmestre                | 39,22  | 13     | 40,12 | 14    | 47,3  | 16    | 48,86 | 16    | 49,43 | 17    | 49,98 | 16    | 44,32  | 16     | 47,90  | 17     | 50,45         | 17            | 55,62 | 18    |
| Socialistes               |                | PS                                  |        |        |       |       |       |       |       |       | 0     |       |       |       |        |        |        |        | 19,92         | 6             | 19,55 | 6     |
|                           |                | SP                                  |        |        | 2,4   | 0     |       |       |       |       |       |       |       |       |        |        |        |        |               |               |       |       |
| Chrétiens-démocrates      |                | PSC-CVP/PSC/cdH/cdH+ind/Les Engagés | 12,34  | 3      |       |       |       |       |       |       | 15,17 | 4     | 16,78 | 5     | 16,57  | 5      | 7,07   | 1      | 9,03          | 2             | 7,67  | 1     |
| Fédéralistes francophones |                | DéFi (FDF)                          | 30,81  | 9      | 17,59 | 5     | 13,57 | 3     | 10,93 | 2     | 9,18  | 2     |       |       | 4,89   | 0      | 4,43   | 0      |               |               |       |       |
| Libéraux                  |                | MR-OpenVLD (PRL/MR/Bleus de SJ)     | 7,16   | 1      | 12,74 | 4     | 12,75 | 3     | 11,47 | 3     |       |       | 12,52 | 3     | 11,10  | 3      | 7,5    | 1      |               |               |       |       |
| Nationalistes flamands    |                | N-VA                                |        |        |       |       |       |       |       |       |       |       |       |       | 3,34   | 0      | 2,11   | 0      |               |               |       |       |
| Extrême droite flamande   |                | Vlaams Belang (Vlaams Blok)         |        |        |       |       |       |       |       |       | 4,9   | 0     | 3,46  | 0     |        |        |        |        |               |               |       |       |
|                           |                | SJ2000(SJZOOO)                      |        |        |       |       | 15,9  | 4     | 12,47 | 3     | 3,95  | 0     |       |       |        |        |        |        |               |               |       |       |
|                           |                | Equipe Fouad Ahidar+1210            |        |        |       |       |       |       |       |       |       |       |       |       |        |        |        |        | 5,06          | 0             | 2,62  | 0     |
|                           |                | VLAAMS/KARTEL/PLU                   | 6,55   | 1      | 7,35  | 1     |       |       | 5,82  | 1     |       |       |       |       |        |        |        |        |               |               |       |       |
|                           |                | Liste Communale                     |        |        |       |       |       |       |       |       |       |       | 2,80  |       |        |        | 5,76   | 1      |               |               |       |       |
|                           |                | Autres(*)                           | 3,92   |        | 7,72  |       | 3,68  |       | 1,54  |       | 0,33  |       | 2,07  |       | 1,80   |        |        |        |               |               |       |       |
|                           |                | Total des votes                     | 10 869 | 10 869 | 7 694 | 7 694 | 6 683 | 6 683 | 5 901 | 5 901 | 7 312 | 7 312 | 9 828 | 9 828 | 10 326 | 10 326 | 11 124 | 11 124 | 10 411        | 10 411        | 9 368 | 9 368 |
|                           |                | Participation %                     | -      | -      | -     | -     | 84,12 | 84,12 | 83,21 | 83,21 | 83,62 | 83,62 | 87,88 | 87,88 | 83,76  | 83,76  | 85,39  | 85,39  | 79,94         | 79,94         | 71,75 | 71,75 |
|                           |                | Votes blancs ou nuls %              | 5,31   | 5,31   | 7,34  | 7,34  | 7,38  | 7,38  | 5,13  | 5,13  | 5,13  | 5,13  | 5,26  | 5,26  | 6,31   | 6,31   | 6,41   | 6,41   | 5,46          | 5,46          | 6,41  | 6,41  |

 (*)1976 :SF-ZG 1982 :SF-ZG,FNK,UDB,FFI 1988:FN,AGIR 1994:UNIE,PH-HP 2000:PH 2006:VLD,PH-HP,LC 2006:EGALITE 
| Collège communal 2024 |                  |                                |
| --------------------- | ---------------- | ------------------------------ |
| Bourgmestre           | Emir Kir         | Liste du Bourgmestre           |
| 1er Échevin           | Philippe Boïketé | PS                             |
| 2e Échevine           | Nezahat Namli    | PS                             |
| 3e Échevin            | Mohammed Jabour  | Liste du Bourgmestre           |
| 4e Échevin            | Kadir Özkonakci  | Liste du Bourgmestre           |
| 5e Échevine           | Loubna Jabakh    | Liste du Bourgmestre           |
| 6e Échevine           | Dorah Ilunga     | Liste du Bourgmestre           |
| 7e Échevine           | Lydia Desloover  | Vooruit - Liste du Bourgmestre |
| Président du CPAS     | Luc Frémal       | PS                             |

## Bourgmestres de Saint-Josse-ten-Noode
1. 1796 à 1799 agent municipal puis maire 1800 - 1808 : André-Étienne-Joseph O'Kelly
2. 1808 - juillet 1813 : Jacques-Joseph Deglimes
3. 1813 : Théodore-Nicolas-Joseph Aerts
4. 1813 - 1823 : Jean-François Wauwermans
5. 1823 - 1842 : Urbain-Henri Verbist
6. 29 décembre 1842 - 1846 : Léonard-Constant Willems
7. 18 avril 1846 - 1867 : Jacques-Joseph-Damase Gillon
8. 13 février 1867 - 1870 : Louis-Guillaume-Félix Sainctelette
9. 1870 - 1884 : Fritz Jottrand
10. 1885 - 1899 : Armand Steurs
11. 1900 - 1926 : Henri Frick
12. 1926 - 1942 : Georges Pètre, échevin, puis bourgmestre de 1926 à sa destitution et son assassinat par les Rexistes en 1942
13. 1944 - 1947 : Joseph Déry
14. 1947 - 1953 : André Saint-Rémy
15. 1953 - 1999 : Guy Cudell, conseiller communal en 1946, échevin en 1947, bourgmestre en 1953
16. 1999 - 2012 : Jean Demannez, conseiller communal en 1976, échevin en 1977, bourgmestre en 1999, réélu en 2000
17. 2012 -  ... : Emir Kir

Sources
- Liste des maires et bourgmestres publiée par Van Bemmel, Histoire de Saint Josse Ten Noode et de Schaerbeek (1869)
- Revues anciennes et ouvrages généraux consultables à la Bibliothèque royale de Belgique
- Autres sources non publiées disponibles à la bibliothèque communale ainsi qu'à la Réserve précieuse de la Bibliothèque royale (Fonds Van Hulthem)